# Duo Normand
El Duo Normand és una cursa ciclista francesa que es disputa sota la modalitat de contrarellotge per parelles a la vila de Marigny, al departament de la Manche. La cursa es creà el 1982 per l'Amicale cycliste du canton de Marigny (ACCM). Fins al 1987 fou reservada als amateurs. Des del 2005 forma part de l'UCI Europe Tour, amb una categoria 1.2.
El britànic Chris Boardman obstenta el rècord de victòries amb tres triomfs aconseguits amb tres companys diferents: Laurent Bezault, Paul Manning i Jens Voigt.

## Palmarès
| Any  | Vencedor                                 | Segon                                     | Tercer                                       |
| ---- | ---------------------------------------- | ----------------------------------------- | -------------------------------------------- |
| 1982 | Philippe Bouvatier · Bruce Péan          | Éric Ragneau · Dominique Ragneau          | Henrik Charucki · François Mignon            |
| 1983 | Brian Holm · Jack Olsen                  | Thierry Marie · Alain Taillefer           | Bruno Cornillet · Roland Leclerc             |
| 1984 | Christophe Gicquel · Christophe Bachelot | Christian Lefebvre · Jean-Paul Letourneur | Philippe Brenner · Fabrice Henry             |
| 1985 | Thierry Marie · Charly Mottet            | William Pérard · Jacques Dutailly         | Bernard Richard · Daniel Leveau              |
| 1986 | Jack Olsen · Peter Gilling               | Laurent Bezault · Pascal Lino             | Frédéric Gallerne · M. Saux                  |
| 1987 | Thierry Marie · Gérard Rué               | Richard Vivien · Laurent Bezault          | Bernard Richard · Roland Leclercq            |
| 1988 | Thierry Marie · Philippe Bouvatier       | Peter Verbeken · Bart Leysen              | Atle Kvålsvoll · Olaf Lurvik                 |
| 1989 | Romes Gainetdinov · Pàvel Tonkov         | Richard Vivien · Jean-Louis Harel         | Paul Haghedooren · Rob Harmeling             |
| 1990 | Dmitri Vassilixenko · Iuri Manúilov      | Francis Moreau · Laurent Pillon           | Michel Cargnello · Jean-Luc Tasset           |
| 1991 | Viatxeslav Djavanian · Andrei Teteriuk   | Jan Karlsson · Björn Johansson            | Thierry Gouvenou · Christophe Capelle        |
| 1992 | Gianfranco Contri · Luca Colombo         | Jan Karlsson · Glenn Magnusson            | Marcel Wüst · Jean-Philippe Dojwa            |
| 1993 | Chris Boardman · Laurent Bezault         | Pascal Lance · Eddy Seigneur              | Jan Karlsson · Magnus Knutsson               |
| 1994 | Gianfranco Contri · Cristian Salvato     | Fabian Jeker · Beat Meister               | Peter Verbeken · Marc Streel                 |
| 1995 | Emmanuel Magnien · Stéphane Pétilleau    | Pierre-Henri Menthéour · Francis Urien    | Jean-Louis Harel · Grégoire Balland          |
| 1996 | Chris Boardman · Paul Manning            | Jean-François Anti · Stéphane Cueff       | Pascal Lance · Marek Liesniewski             |
| 1997 | Henk Vogels · Cyril Bos                  | Eddy Seigneur · Andrea Peron              | Pascal Lance · Marek Liesniewski             |
| 1998 | Magnus Bäckstedt · Jérôme Neuville       | Carlos da Cruz · Guillaume Auger          | Francis Moreau · David Millar                |
| 1999 | Chris Boardman · Jens Voigt              | Arturas Kasputis · Gilles Maignan         | Frédéric Guesdon · Bradley McGee             |
| 2000 | Lazlo Bodrogi · Daniele Nardello         | Marco Pinotti · Rubens Bertogliati        | Frédéric Finot · Anthony Langella            |
| 2001 | Jonathan Vaughters · Jens Voigt          | Fabian Cancellara · Michael Rogers        | Bart Voskamp · Remco van der Ven             |
| 2002 | Evgueni Petrov · Filippo Pozzato         | Jonas Olsson · Gustav Erik Larsson        | Christian Poos · Andy Cappelle               |
| 2003 | Jean Nuttli · Philippe Schnyder          | Benjamin Levecot · Noan Lelarge           | Eugen Wacker · Artiom Botchkarev             |
| 2004 | Eddy Seigneur · Frédéric Finot           | Benjamin Levecot · Noan Lelarge           | Sandy Casar · Carlos da Cruz                 |
| 2005 | Sylvain Chavanel · Thierry Marichal      | Iuri Krivtsov · Erki Pütsep               | Dominique Cornu · Jürgen Roelandts           |
| 2006 | Ondřej Sosenka · Radek Blahut            | Denis Robin · Cédric Coutouly             | Florent Brard · Stéphane Bergès              |
| 2007 | Bradley Wiggins · Michiel Elijzen        | Émilien-Benoît Bergès · Denis Robin       | Gustav Erik Larsson · Víctor Hugo Peña       |
| 2008 | Michael Tronborg · Martin Mortensen      | Casper Jørgensen · Michael Mørkøv         | Lieuwe Westra · Jos Pronk                    |
| 2009 | Nikolai Trússov · Artiom Ovetxkin        | Serguei Firsànov · Aleksejs Saramotins    | Evgeny Popov · Aleksandr Pórsev              |
| 2010 | Alexandru Pliușchin · Artiom Ovetxkin    | Jérémy Roy · Anthony Roux                 | Nikita Novikov · Dmitri Ignatiev             |
| 2011 | Thomas Dekker · Johan Vansummeren        | Jérémy Roy · Anthony Roux                 | Jens Mouris · Martijn Keizer                 |
| 2012 | Luke Durbridge · Svein Tuft              | Alex Dowsett · Luke Rowe                  | Andreas Hofer · Robert Vrečer                |
| 2013 | Luke Durbridge · Svein Tuft              | Michael Hepburn · Jens Mouris             | Kristof Vandewalle · Julien Vermote          |
| 2014 | Reidar Borgersen · Truls Engen Korsæth   | Anthony Delaplace · Arnaud Gérard         | Ivan Balykin · Artiom Ovetxkin               |
| 2015 | Victor Campenaerts · Jelle Wallays       | Olivier Pardini · Dimitri Claeys          | Martin Toft Madsen · Mathias Den Westergaard |
| 2016 | Luke Durbridge · Svein Tuft              | Martin Toft Madsen · Lars Carstensen      | Marc Fournier · Johan Le Bon                 |
| 2017 | Anthony Delaplace · Pierre-Luc Périchon  | Mathias Norsgaard · Mikkel Bjerg          | David Boucher · Timothy Stevens              |
| 2018 | Martin Toft Madsen · Rasmus Quaade       | Emil Vinjebo · Casper Folsach             | Bruno Armirail · Jérémy Roy                  |
| 2019 | Mathias Norsgaard · Rasmus Quaade        | Anthony Perez · Christophe Laporte        | Patrick Gamper · Matthias Brändle            |